# Ocellularia leioplacoides
Ocellularia leioplacoides är en lavart som först beskrevs av William Nylander och som fick sitt nu gällande namn av Andreas Frisch. 
Ocellularia leioplacoides ingår i släktet Ocellularia och familjen Graphidaceae. Inga underarter finns listade i Catalogue of Life.